# For Sama
For Sama (Arabisch: من أجل سما) is een documentairefilm uit 2019, geproduceerd en verteld door Waad Al-Kateab en geregisseerd door Al-Kateab en Edward Watts.

## Inhoud
De film volgt Waad Al-Kateab als journalist en rebel tijdens de Syrische Burgeroorlog. Haar man, Hamza Al-Kateab, is een van de weinige doktoren die nog in Aleppo is achtergebleven. Samen voeden ze hun dochter Sama Al-Kateab op.

## Nominaties en prijzen
De documentaire ging op 11 maart 2019 in première tijdens South by Southwest. For Sama werd in vier categorieën genomineerd voor een BAFTA Award, waarmee het de meest genomineerde film was. Ook werd For Sama genomineerd voor de Oscar voor beste documentaire.